# 県立二葉の里病院

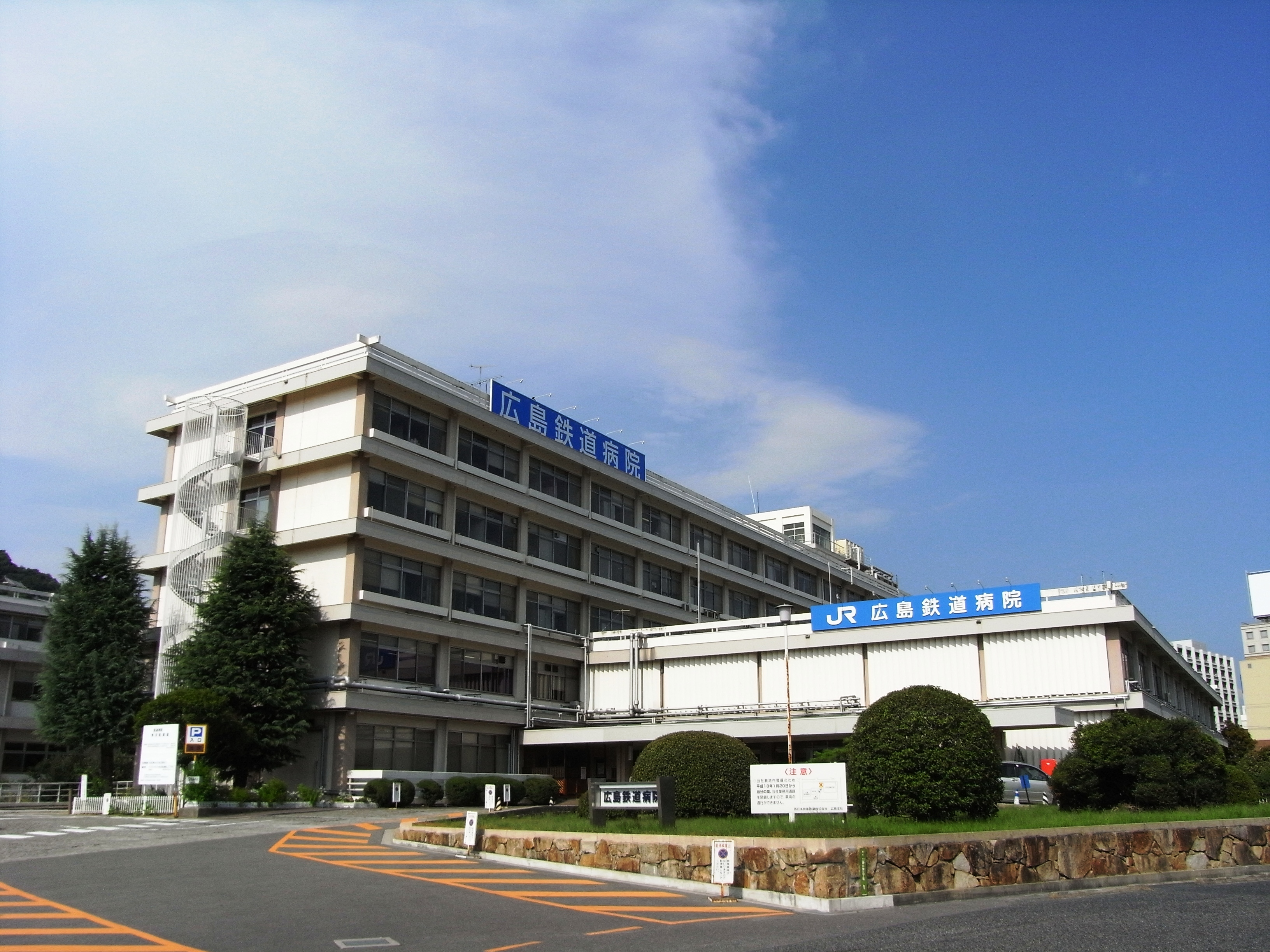
旧建物

県立二葉の里病院（けんりつふたばのさとびょういん）は、広島県広島市東区にある2025年4月1日に設立した地方独立行政法人広島県立病院機構が運営している病院。かつては西日本旅客鉄道（JR西日本）広島支社管轄の鉄道病院、独立して医療法人が管轄していた。旧JR広島病院。

## 概要
1920年（大正9年）5月に鉄道省職員の診療を行う広島鉄道治療所として開設され、1926年（大正15年）6月に広島鉄道病院となった。
1950年（昭和25年）に日本国有鉄道広島管理局広島鉄道病院に組織改編、1963年（昭和38年）10月に広島駅北側の現在地（の隣接地）へ移転、国鉄分割民営化に伴い西日本旅客鉄道株式会社 広島支社広島鉄道病院となった。
2016年（平成28年）4月、医療法人化のため、医療法人JR広島病院が設立され、広島鉄道病院の業務を移管、医療法人JR広島病院となった。
- 診療日：月曜日～金曜日（祝日は休診）
- 受付時間：午前8時40分～11時30分（健康診断の受付は午前10時まで）

広島駅周辺は都市再生緊急整備地域に指定されており、本院の立地する二葉の里三丁目地区も2006年（平成18年）より中国財務局、広島県、広島市との間で再開発が検討され、2010年（平成22年）よりUR都市機構によって土地区画整理事業が施行されている。本院についても建物が老朽化していることから、旧病院の東側のJR敷地内に新築移転した。新病院は地上7階建（約22,000平方メートル）病床数275床で、事業費は約90億円、清水建設・広成建設共同企業体が施工した。2016年（平成28年）1月18日に開院し、西側に隣接して整備される広島県地域医療総合支援センター（仮称）および高精度放射線治療センター（仮称）との連携により、がん治療および地域医療連携を強化した病院となる。
高度医療に対応するため県立広島病院との統合構想が持ち上がっている。
湯崎英彦広島県知事は、県立広島病院・中電病院を統合して建設する新病院の基本計画を発表した。2025年4月1日に地方独立行政法人「広島県立病院機構」として設立。新病院開院までの5年間の名称は、「県立二葉の里病院」とした。

## 沿革
（この節の出典）
- 1920年（大正9年）5月15日 - 広島市松原町に広島鉄道治療所として開設。
- 1940年（昭和15年）6月20日 - 広島鉄道病院に昇格・改称。
- 1944年（昭和19年）3月21日 - 新館落成に伴い広島市大須賀町に移転。
- 1945年（昭和20年）8月6日 - 原爆投下により病院全壊。
- 1949年（昭和24年）2月 - 広島市尾長町に病院新築。
- 1950年（昭和25年）8月 - 日本国有鉄道広島管理局広島鉄道病院に組織改編。
- 1963年（昭和38年）10月1日 - 現在地（の隣接地）に移転・診療開始。入口はプライバシーに配慮し針葉樹で垣が製作される。
- 1982年（昭和57年）4月1日 - 一般患者診療開始。
- 1987年（昭和62年）4月1日 - 国鉄分割民営化に伴い西日本旅客鉄道広島支社に継承。西日本旅客鉄道株式会社 広島支社 広島鉄道病院に改称。
- 2016年（平成28年）1月18日 - 隣接地に移転、新病院開院。
- 2016年（平成28年）4月1日 - 医療法人化、医療法人JR広島病院となる。
- 2020年（令和2年）3月 - 地域医療支援病院名称使用承認。
- 2025年（令和7年）4月1日 - 地方独立行政法人広島県立病院機構になり、県立二葉の里病院に変更。

## 診療科
- 内科
  - 消化器内科
  - 循環器内科
  - 呼吸器内科
  - 緩和ケア内科
- 特殊外来
  - 糖尿病外来
  - 神経内科外来
  - リウマチ・膠原病外来
  - 禁煙外来
  - 睡眠時無呼吸症候群外来
  - ストーマ外来
- 外科
- 整形外科
- 人工透析外科
- リハビリテーション科
- 神経科・精神科（他科での入院患者のみ受け付け）
- 小児科
- 皮膚科
- 産婦人科
- 泌尿器科
- 耳鼻咽喉科
- 眼科
- 放射線科
- 麻酔科
- 病理診断科

## 医療機関の認定
（下表の出典）
| 保険医療機関 | 指定養育医療機関                       |
| 高齢者の医療の確保に関する法律第７条第１項に規定する医療保険各法及び同法に基づく 療養等の給付の対象とならない医療並びに公費負担医療を行わない医療機関 | 指定療育医療機関                       |
| 労災保険指定医療機関 | 指定小児慢性特定疾病医療機関           |
| 指定自立支援医療機関（更生医療） | 原子爆弾被害者医療指定医療機関         |
| 指定自立支援医療機関（育成医療） | 原子爆弾被害者一般疾病医療取扱医療機関 |
| 身体障害者福祉法指定医の配置されている医療機関 | 臨床研修病院                           |
| 生活保護法指定医療機関 | 特定疾患治療研究事業委託医療機関       |
| 結核指定医療機関 | DPC対象病院                            |

救急告示病院。
肝炎治療指定医療機関。
地域医療支援病院。
公益財団法人日本医療機能評価機構認定病院。
このほか、各種法令による指定・認定病院であるとともに、各学会の認定施設でもある。

## アクセス
- JR「広島駅」下車、新幹線口より北へ徒歩で約10分[18]。